# María Eugenia Rodríguez Palop
María Eugenia Rodríguez Palop (Llerena, Badajoz, 9 de marzo de 1970) es una jurista, profesora universitaria, columnista y política española, actual secretaria de política internacional y europea de Sumar. Fue eurodiputada entre 2019 y 2024. Es especialista en Derechos Humanos y Democratización, siendo profesora de ello en varias universidades.

## Biografía
Nacida el 9 de marzo de 1970 en Llerena (provincia de Badajoz), en el seno de una familia acomodada y cercana a la derecha, es hermana de María Isabel, responsable de comunicación de la Dirección General de Turismo de la Junta de Extremadura, y de Marisa Rodríguez Palop, ex-periodista de TVE y directora de comunicación de Iryo Se licenció en Derecho por ICADE-Universidad Pontificia Comillas en 1993 y se doctoró en la misma especialidad por la Universidad Carlos III de Madrid en 2000. Ha trabajado como profesora en estas dos universidades, primero en la Facultad de Derecho (ICADE) entre los años 1998 y 2004 y en la UC3M desde 2005, como profesora titular de Filosofía del Derecho.

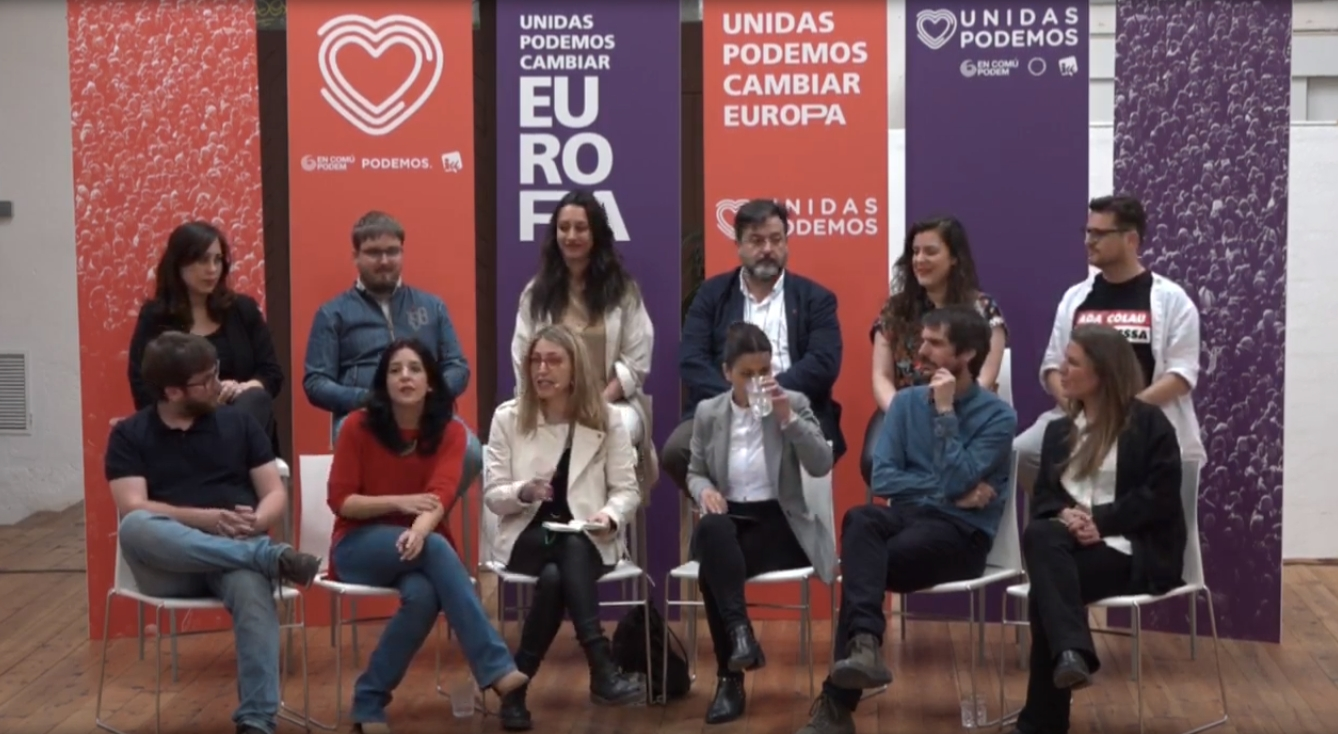
En mayo de 2019 en la presentación de la candidatura de Unidas Podemos Cambiar Europa para las elecciones al Parlamento Europeo

Rodríguez Palop es investigadora del Instituto de Estudios de Género y del Instituto de Derechos Humanos Bartolomé de las Casas de la UC3M, del que fue también subdirectora hasta 2018. Además es responsable de Relaciones Internacionales del citado Instituto, donde también ha llevado la Cátedra Unesco «Violencia y derechos humanos: gobierno y gobernanza», la Cátedra «Antonio Beristain» de Estudios sobre el Terrorismo y sus Víctimas, y el Grupo de Estudios Feministas. Rodríguez se describe a sí misma como «feminista» y «ecologista», y fue uno de los 60 académicos firmantes en junio de 2018 de un manifiesto reclamando una reforma de la Constitución española para impulsar un «proyecto político federal».
En marzo de 2019, junto al anuncio de la renuncia de Pablo Bustinduy a encabezar la lista de la coalición Unidas Podemos Cambiar Europa para las Elecciones al Parlamento Europeo de 2019 en España, Podemos y Bustinduy informaron también de que Rodríguez Palop ocuparía, como independiente, el lugar de Bustinduy en la candidatura. Desde julio de 2019 es eurodiputada por el Grupo de la Izquierda en el Parlamento Europeo (GUE/NGL) en Parlamento Europeo y es vicepresidenta de la Comisión de Derechos de las Mujeres e Igualdad de Género.

## Obras
- — (2002). La nueva generación de derechos humanos. Origen y justificación. Madrid: Dykinson.[13]
- — (2011). Claves para entender los nuevos derechos humanos. Madrid: Catarata.[14]
- — (2019). Revolución feminista y políticas de lo común frente a la extrema derecha. Icaria.[15][16]